# ABAKO
ABAKO nebo Alliance Bakonga, byla kulturní a politickou organizací vedenou Joseph Kasavubuem, která vznikla v pozdních padesátých letech 20. století jako hlasitě se projevující oponent belgické koloniální vlády na území dnešní Demokratické republiky Kongo. Kromě toho, organizace sloužila jako hlavní etnicko-náboženská organizace pro Bakongo a byla úzce propojena s velmi populární Kimbagunistickou církví v jižním Kongu.
Pro své dlouhodobé stavění se Západu a pro bohaté dědictví revolučních nepokojů, stalo se jižní Kongo, domov konžského lidu, první oblastí, ze které se šířilo ohnisko radikálních anti-belgických myšlenek a aktivit. ABAKO a Kasavubu zde razili cestu etnickému nacionalismu a v roce 1956 vydali prohlášení volající po okamžité nezávislosti. Toto byla odpověď na mnohem více smířlivější prohlášení skupiny intelektuálů nekonžského původu, kteří se ztotožňovali s redakční radou léopoldvillských novin Conscience Aficaine (Svědomí Afriky). Tito plně podpořili myšlenky předložené profesorem A.A. Van Bilsenem v jeho nově publikovaném díle Třicetiletý plán pro politickou emancipaci Belgické Afriky. Mnohem méně netrpělivé ve svém tónu a radikální ve svých cílech žádalo ABAKO provolání : ”Raději než odložit emacipaci o dalších třicet letech, měla by nám být samospráva přiznána dnes.”
Přeměna ABAKA v hlavní nástroj antikoloniálního protestu rozpoutala značné nepokoje v jižním Kongu. V hlavním městě se tato strana stala dominantní silou. V městských volbách v prosinci 1957 získalo ABAKO 133 míst v samosprávné radě města z celkového počtu 170, a tak se v souladu s právem rozšířila moc přívrženců “naprosté nezávislosti” v afrických samosprávných oblastech. Zatímco vítězství ABAKA ve volbách značně posílilo jeho vyjednávací pozici vzhledem k vládě, na venkově se místní skupiny ABAKA rychle rozrostly a vytvořily de facto mocenskou strukturu mimo kontrolu koloniálních civilních orgánů. V Léopoldville se mezitím situace rychle vymykala kontrole. Obratem byl 4. leden 1959, kdy se belgičtí dohlížitelé dopustili fatální chyby, když rozehnali velký dav přívrženců ABAKA shromážděných na politickém meetingu. V celém městě následovaly pouliční bouře, které vyvrcholily rozsáhlým plundrováním evropského majetku. Když byl konečně za cenu přehnaných represí obnoven pořádek, bylo oficiálně oznámeno 49 mrtvých a 101 zraněných Konžanů. O týden později, 13. ledna, belgická vláda formálně uznala nezávislost jako konečný cíl své politiky. ”Je našim pevným záměrem”, slavnostně oznámil král Baudoin I. “bez přílišného otálení ale bez fatálního spěchu vést Konžany k nezávislosti v prosperitě a míru”. Ačkoliv přesné datum nezávislosti nebylo stanoveno, vlnu národnostních nálad nešlo zastavit. O rok později se Belgické Kongo bude velmi rychle blížit nezávislosti.
Nehledě na svou antibelgickou orientaci bylo ABAKO prvním a nejdůležitějším konžským hnutím. Jeho soustředěná pozornost na minulou velkolepost Konžského království a na kulturní hodnoty neodmyslitelně spojené s jazykem Kikongo byly v naprostém souladu s vyhlášeným cílem směřujícím k rekonstrukci konžského politického zřízení a v jednom bodu k návrhu na rozdělení země jako nejrychlejší cesty k docílení tohoto vše zahrnujícího cíle. Tudíž, zatímco podněcovali skupiny Afričanů, aby šli za svými požadavky na okamžitou nezávislost, bylo dalším výsledkem radikálnosti ABAKO vytvoření struktur pro politický boj podle etnických skupin. Konžské skupiny v Léopoldville se v letech 1959 a 1960 dostaly do konfliktu se skupinou lidí hovořící jazykem Lingala. Tato rivalita se stala hlavní zkouškou síly mezi silami etno-regionalismu a požadavky územního nacionalismu.
Politická strana používající akronym ABAKO (Alliance des Bâtisseurs du Kongo - Aliance budovatelů Konga) získala tři mandáty do Národního shromáždění ve volbách v roce 2006 .